# 蔡絛
蔡（1097年—？），字约之，别号无为子、百衲居士。蔡京最小的兒子。
蔡翛之弟。紹聖四年（1097年）生。宣和六年（1124年），蔡京擔任太师，起领三省，因年老不能事事，奏判悉取决於蔡絛。宣和七年，赐进士出身，不久勒令停止，官至徽猷閣待制。靖康元年（1126年），蔡京垮台後，其子孙二十三人被流放，蔡絛亦遭到流放邵州，再改白州（廣西博白）。绍兴二十六年（1158年）尚在世，死於戌所。蔡絛雖盗权怙势，但博学能文，著有《国史后补》、《北征纪实》、《铁围山丛谈》、《西清诗话》及《蔡百衲诗评》等。《西清诗话》今存清抄本。
妻子韩氏為韩琦之孙，韩粹彦第四女。